# رود لنا
لنا (روسی: Ле́на شرقی‌ترین رود از سه رود بزرگ سیبری است که به اقیانوس منجمد شمالی می‌ریزد (دو رود دیگر یکی رود اب و دیگری رود ینی‌سئی هستند) که یازدهمین رود بلند جهان و از لحاظ ناحیه آب‌خیز نهمین رود جهان است.

## تاریخچه
اعتقاد بر این است که لنا نام خود را از نام اصلی Elyu-Enek به معنای "رودخانه بزرگ" گرفته است. ولادیمیر ایلیچ اولیانوف ممکن است زمانی که به فلات سیبری مرکزی تبعید شد، نام مستعار خود لنین را از رودخانه لنا گرفته باشد.